# Alpine Skiweltmeisterschaften 1999
Die 35. Alpinen Skiweltmeisterschaften fanden vom 2. bis 14. Februar 1999 in den Wintersportorten Vail und Beaver Creek im US-Bundesstaat Colorado statt.

## Erwähnenswertes
- Die Herren-Speedbewerbe inkl. der Kombinations-Abfahrt fanden in Beaver Creek statt, während die Damen und alle übrigen Herren-Rennen inkl. Kombinations-Slalom in Vail gefahren wurden.
- Die „Birds of Prey“ war von Bernhard Russi neu konzipiert worden, und es gab dort im Dezember 1997 die ersten Weltcuprennen der Herren.
- Erstmals gab es bei Alpinen Skiweltmeisterschaften eine ex-aequo-Platzierung auf Platz 1 (Lasse Kjus und Hermann Maier im Super-G).
- Lasse Kjus wurde überhaupt der Star dieser Championnats, denn er konnte nicht nur zwei Goldmedaillen, sondern in allen Rennen eine Medaille gewinnen. So gab es neben den Siegen in Super-G und Riesenslalom bei den anderen Auftritten die Silbermedaille.
- Dem Damenteam des ÖSV gelang zweimal ein gesamtes Podium (in der Abfahrt eigentlich die ersten vier Plätze), was bislang bei Weltmeisterschaften im Damenbereich nur 1938 der deutschen Auswahl in Abfahrt und Kombination gelungen war. Generell gelang es nur 1937 (Slalom) und 1939 (Abfahrt) Deutschland (bzw. das Deutsche Reich) und 1964 (Abfahrt) Österreich das komplette Medaillenset zu gewinnen.

Sowohl hinsichtlich 5 Goldmedaillen als auch wegen der insgesamt 13 Medaillen waren es für Österreich die zweiterfolgreichsten Weltmeisterschaften nach 1962 in der Geschichte aller Weltmeisterschaften (Stand April 2017).
- Wie schon 1989 konnte Italien auf den Pisten in Vail und Beaver Creek keine Medaille erringen.
- Der Deutsche Skiverband blieb erstmals seit 1982 ohne Medaille.
- Zweimal waren für Hans Knauß Winzigkeiten ausschlaggebend: Im Super-G war es eine Hundertstel, die ihm auf Gold fehlte – und zwei Hundertstel waren es in der Abfahrt, womit er als Vierter neben dem Podium Platz nehmen musste.
- Erstmals überhaupt gab es für Finnland mit der Goldmedaille im Herrenslalom durch Kalle Palander einen „großen“ Sieg, denn sowohl im Weltcup als auch in all den Jahren vor 1967 war dies bei wichtigeren Bewerben nie der Fall gewesen. Auch die Goldmedaille für Australien im Damenslalom war eine Novität; jedoch hatte Siegerin Zali Steggall schon einen Weltcupslalom (23. November 1997) und im Vorjahr bei den Olympischen Spielen in Nagano Slalom-Bronze gewonnen, und bei den Herren hatte es auch schon zwei Weltcupsiege (und Abfahrtsbronze 1970) gegeben.
- Im ORF-TV hatten zwar sowohl die Damen- als auch Herren-Abfahrt eine Reichweite von 68 %, jedoch sahen sich 2,141 Mio. Zuseher den Vierfach-Erfolg der Damen und „nur“ 2,031 Mio. den Sieg von Hermann Maier an. (Demgegenüber wurde der Damen-Slalom lediglich zeitversetzt, damit der erste Lauf als Zusammenfassung, gezeigt.)
- Einen Gag ließ sich jener Sponsor von Sonja Nef hinsichtlich deren Rang 11 im Riesenslalom einfallen, als er in den folgenden Zeitungsannoncen kundtat, dass das Publikum durch diese „Verzögerung“ die Läuferin länger im Bild gehabt hätte.

## Männer

### Abfahrt
| Platz | Land | Sportler            | Zeit        |
| ----- | ---- | ------------------- | ----------- |
| 1     | AUT  | Hermann Maier       | 1:40,60 min |
| 2     | NOR  | Lasse Kjus          | 1:40,91 min |
| 3     | NOR  | Kjetil André Aamodt | 1:41,17 min |
| 4     | AUT  | Hans Knauß          | 1:41,19 min |
| 5     | AUT  | Stephan Eberharter  | 1:41,40 min |
| 6     | AUT  | Werner Franz        | 1:41,75 min |
| 7     | SUI  | Bruno Kernen        | 1:41,98 min |
| 8     | NOR  | Audun Grønvold      | 1:42,37 min |
| -     | -    | -                   | -           |
| 14    | SUI  | Didier Cuche        | 1:43,42 min |
| 15    | SUI  | Jürg Grünenfelder   | 1:43,45 min |
| 16    | SUI  | Paul Accola         | 1:43,69 min |
| 23    | GER  | Stefan Stankalla    | 1:45,87 min |

Titelverteidiger: Bruno Kernen II (SUI)

Datum: 6. Februar, 11:00 Uhr

Piste: „Birds of Prey“, Beaver Creek

Länge: 2762 m, Höhenunterschied: 757 m

Tore: 41
Am Start waren 42 Läufer, 36 von ihnen erreichten das Ziel.
Ausgeschieden u. a.: Daron Rahlves (USA), Peter Runggaldier (ITA)

### Super-G
| Platz | Land | Sportler           | Zeit        |
| ----- | ---- | ------------------ | ----------- |
| 1     | AUT  | Hermann Maier      | 1:14,53 min |
|       | NOR  | Lasse Kjus         | 1:14,53 min |
| 3     | AUT  | Hans Knauß         | 1:14,54 min |
| 4     | AUT  | Stephan Eberharter | 1:14,75 min |
| 5     | SUI  | Paul Accola        | 1:14,79 min |
| 6     | USA  | Chad Fleischer     | 1:14,81 min |
| 7     | SUI  | Steve Locher       | 1:15,27 min |
| 8     | SUI  | Didier Cuche       | 1:15,37 min |
| -     | -    | -                  | -           |
| 16    | AUT  | Rainer Salzgeber   | 1:16,20 min |
| 17    | SUI  | Bruno Kernen       | 1:16,24 min |
| 20    | GER  | Stefan Stankalla   | 1:16,61 min |
| 22    | GER  | Andreas Ertl       | 1:16,84 min |

Titelverteidiger: Atle Skårdal (NOR) (1997 zurückgetreten)

Datum: 2. Februar, 12:30 Uhr

Piste: „Birds of Prey“, Beaver Creek

Länge: 1932 m, Höhenunterschied: 611 m

Tore: 36
Am Start waren 50 Läufer, 44 von ihnen erreichten das Ziel.

### Riesenslalom
| Platz | Land | Sportler             | Zeit        |
| ----- | ---- | -------------------- | ----------- |
| 1     | NOR  | Lasse Kjus           | 2:19,31 min |
| 2     | LIE  | Marco Büchel         | 2:19,36 min |
| 3     | SUI  | Steve Locher         | 2:20,79 min |
| 4     | SWE  | Fredrik Nyberg       | 2:21,14 min |
|       | SUI  | Paul Accola          | 2:21,14 min |
| 6     | ITA  | Patrick Holzer       | 2:21,16 min |
| 7     | SUI  | Michael von Grünigen | 2:21,24 min |
| 8     | AUT  | Christian Mayer      | 2:21,25 min |
| -     | -    | -                    | -           |
| 20    | SUI  | Tobias Grünenfelder  | 2:23,27 min |
| 23    | GER  | Markus Eberle        | 2:24,10 min |
| 27    | GER  | Stefan Stankalla     | 2:25,75 min |

Titelverteidiger: Michael von Grünigen (SUI)

Datum: 12. Februar, 10:30 Uhr (1. Lauf), 13:30 Uhr (2. Lauf)

Piste: „International“, Vail

Länge: 1400 m, Höhenunterschied: 375 m

Tore: 51 (1. Lauf), 52 (2. Lauf)
Am Start waren 94 Läufer, 55 von ihnen erreichten das Ziel.
Ausgeschieden u. a.: Kjetil André Aamodt (NOR), Andreas Ertl (GER), Stephan Eberharter (AUT), Hermann Maier (AUT), Didier Plaschy (SUI), Benjamin Raich (AUT), Alois Vogl (GER)

### Slalom
| Platz | Land | Sportler             | Zeit        |
| ----- | ---- | -------------------- | ----------- |
| 1     | FIN  | Kalle Palander       | 1:42,12 min |
| 2     | NOR  | Lasse Kjus           | 1:42,23 min |
| 3     | AUT  | Christian Mayer      | 1:42,25 min |
| 4     | ITA  | Giorgio Rocca        | 1:42,33 min |
| 5     | AUT  | Benjamin Raich       | 1:42,55 min |
| 6     | AUT  | Thomas Stangassinger | 1:42,82 min |
| 7     | NOR  | Kjetil André Aamodt  | 1:42,91 min |
| 8     | USA  | Bode Miller          | 1:42,94 min |
| 9     | SUI  | Paul Accola          | 1:43,24 min |
| -     | -    | -                    | -           |
| 12    | SUI  | Michael von Grünigen | 1:44,21 min |
| 13    | SUI  | Marco Casanova       | 1:44,37 min |

Titelverteidiger: Tom Stiansen (NOR)

Datum: 14. Februar, 10:30 Uhr (1. Lauf), 13:30 Uhr (2. Lauf)

Piste: „International“, Vail

Länge: 600 m, Höhenunterschied: 207 m

Tore: 65 (1. Lauf), 64 (2. Lauf)
Am Start waren 83 Läufer, 32 von ihnen erreichten das Ziel.
Im ersten Lauf hatten die vorderen Startnummern mit den Eliteläufern einen Nachteil, weil der Schnee äußerst glatt war; erst ab den etwas höheren Startnummern wurden die Verhältnisse besser.
Ausgeschieden u. a.: Pierrick Bourgeat (FRA), Hans Petter Buraas (NOR), Andreas Ertl (GER), Thomas Grandi (CAN), Martin Hansson (SWE), Didier Plaschy (SUI), Tom Stiansen (NOR), Michael Walchhofer (AUT)

### Kombination
| Platz | Land | Sportler            | Zeit A        | Zeit S        | Gesamt      |
| ----- | ---- | ------------------- | ------------- | ------------- | ----------- |
| 1     | NOR  | Kjetil André Aamodt | 1:13,52 (2.)  | 1:29,57 (3.)  | 2:43,09 min |
| 2     | NOR  | Lasse Kjus          | 1:13,58 (3.)  | 1:29,67 (4.)  | 2:43,25 min |
| 3     | SUI  | Paul Accola         | 1:14,38 (6.)  | 1:29,24 (2.)  | 2:43,62 min |
| 4     | AUT  | Christian Mayer     | 1:14,98 (11.) | 1:28,91 (1.)  | 2:43,89 min |
| 5     | SUI  | Bruno Kernen        | 1:13,44 (1.)  | 1:31,48 (10.) | 2:44,92 min |
| 6     | AUT  | Michael Walchhofer  | 1:14,76 (8.)  | 1:30,22 (6.)  | 2:44,98 min |
| 7     | ITA  | Alessandro Fattori  | 1:14,55 (7.)  | 1:31,33 (9.)  | 2:45,88 min |
| 8     | FRA  | Yves Dimier         | 1:17,13 (25.) | 1:29,91 (5.)  | 2:47,04 min |
| 9     | GER  | Andreas Ertl        | 1:17,73 (26.) | 1:30,33 (8.)  | 2:48,06 min |

Titelverteidiger: Kjetil André Aamodt (NOR)

Datum: 8. Februar, 11:00 (Abfahrt)
9. Februar, 10:30 Uhr / 13:30 Uhr (Slalom)
Abfahrtsstrecke: „Birds of Prey“, Beaver Creek

Streckenlänge: 2762 m, Höhenunterschied: 757 m

Tore: 41
Slalomstrecke: „International“, Vail

Länge: 550 m, Höhenunterschied: 187 m

Tore: 53 (1. Lauf), 54 (2. Lauf)
Am Start waren 40 Läufer, 22 klassierten sich.
Ausgeschieden u. a.: Werner Franz (AUT), Jürg Grünenfelder (SUI), Bode Miller (USA), Mario Reiter (AUT)

## Frauen

### Abfahrt
| Platz | Land | Sportlerin            | Zeit        |
| ----- | ---- | --------------------- | ----------- |
| 1     | AUT  | Renate Götschl        | 1:48,20 min |
| 2     | AUT  | Michaela Dorfmeister  | 1:48,35 min |
| 3     | AUT  | Stefanie Schuster     | 1:48,37 min |
| 4     | AUT  | Alexandra Meissnitzer | 1:48,47 min |
| 5     | GER  | Regina Häusl          | 1:48,92 min |
| 6     | FRA  | Mélanie Suchet        | 1:48,97 min |
| 7     | CAN  | Mélanie Turgeon       | 1:49,04 min |
| 8     | USA  | Megan Gerety          | 1:49,30 min |
| -     | -    | -                     | -           |
| 10    | GER  | Martina Ertl          | 1:49,53 min |
| 12    | GER  | Hilde Gerg            | 1:49,66 min |
| 13    | SUI  | Sylviane Berthod      | 1:49,70 min |
| 17    | SUI  | Corinne Rey-Bellet    | 1:50,19 min |
| 32    | GER  | Monika Bergmann       | 1:52,16 min |

Titelverteidigerin: Hilary Lindh (USA) (Karriere-Ende 1997)

Datum: 7. Februar, 11:00 Uhr

Piste: „International“, Vail

Länge: 2811 m, Höhenunterschied: 667 m

Tore: 40
Am Start waren 35 Läuferinnen, alle erreichten das Ziel.

### Super-G
| Platz | Land | Sportlerin               | Zeit        |
| ----- | ---- | ------------------------ | ----------- |
| 1     | AUT  | Alexandra Meissnitzer    | 1:20,53 min |
| 2     | AUT  | Renate Götschl           | 1:20,56 min |
| 3     | AUT  | Michaela Dorfmeister     | 1:20,74 min |
| 4     | GER  | Hilde Gerg               | 1:20,83 min |
| 5     | GER  | Martina Ertl             | 1:20,98 min |
| 6     | ITA  | Isolde Kostner           | 1:21,21 min |
| 7     | SUI  | Sylviane Berthod         | 1:21,34 min |
| 8     | SUI  | Corinne Rey-Bellet       | 1:21,46 min |
| -     | -    | -                        | -           |
| 13    | GER  | Regina Häusl             | 1:21,98 min |
| 20    | AUT  | Christiane Mitterwallner | 1:22,34 min |

Titelverteidigerin: Isolde Kostner (ITA)

Datum: 3. Februar, 12:30 Uhr

Piste: „International“, Vail

Länge: 1853 m, Höhenunterschied: 478 m

Tore: 36
Am Start waren 41 Läuferinnen, 37 von ihnen erreichten das Ziel.

### Riesenslalom
| Platz | Land | Sportlerin               | Zeit        |
| ----- | ---- | ------------------------ | ----------- |
| 1     | AUT  | Alexandra Meissnitzer    | 2:08,54 min |
| 2     | NOR  | Andrine Flemmen          | 2:08,84 min |
| 3     | AUT  | Anita Wachter            | 2:09,13 min |
| 4     | SWE  | Pernilla Wiberg          | 2:09,27 min |
| 5     | GER  | Martina Ertl             | 2:09,46 min |
| 6     | SUI  | Corinne Rey-Bellet       | 2:09,52 min |
| 7     | ITA  | Deborah Compagnoni       | 2:09,90 min |
| 8     | SLO  | Špela Pretnar            | 2:09,98 min |
| -     | -    | -                        | -           |
| 11    | SUI  | Sonja Nef                | 2:10,33 min |
| 12    | LIE  | Birgit Heeb              | 2:10,50 min |
| 17    | SUI  | Lilian Kummer            | 2:11,86 min |
| 18    | AUT  | Christiane Mitterwallner | 2:12,03 min |
| 19    | SUI  | Karin Roten              | 2:12,10 min |

Titelverteidigerin: Deborah Compagnoni (ITA) (1998 zurückgetreten)

Datum: 11. Februar, 10:30 Uhr (1. Lauf), 13:30 Uhr (2. Lauf)

Piste: „International“, Vail

Länge: 1200 m, Höhenunterschied: 341 m

Tore: 48 (1. Lauf), 46 (2. Lauf)
Am Start waren 77 Läuferinnen, 42 von ihnen erreichten das Ziel.
Ausgeschieden u. a.: Alenka Dovžan (SLO), Urška Hrovat (SLO), Ana Galindo Santolaria (ESP), Hilde Gerg (GER), Nicole Gius (ITA), Karin Köllerer (AUT), Janica Kostelić (CRO), Kristina Koznick (USA), Caroline Lalive (USA), Ylva Nowén (SWE), Sabina Panzanini (ITA), Anja Pärson (SWE), Carolina Ruiz Castillo (ESP)

### Slalom
| Platz | Land | Sportlerin          | Zeit        |
| ----- | ---- | ------------------- | ----------- |
| 1     | AUS  | Zali Steggall       | 1:33,97 min |
| 2     | SWE  | Pernilla Wiberg     | 1:34,77 min |
| 3     | NOR  | Trine Bakke         | 1:35,00 min |
| 4     | NOR  | Andrine Flemmen     | 1:35,06 min |
| 5     | FIN  | Riitta Pitkänen     | 1:35,12 min |
| 6     | AUT  | Karin Köllerer      | 1:35,22 min |
| 7     | SLO  | Urška Hrovat        | 1:35,23 min |
| 8     | ITA  | Deborah Compagnoni  | 1:35,33 min |
| 9     | AUT  | Anita Wachter       | 1:35,34 min |
| -     | -    | -                   | -           |
| 11    | SUI  | Karin Roten         | 1:35,68 min |
| 17    | AUT  | Ingrid Salvenmoser  | 1:36,61 min |
| 27    | SUI  | Corina Grünenfelder | 1:37,63 min |

Titelverteidigerin: Deborah Compagnoni (ITA) (zurückgetreten)

Datum: 13. Februar, 10:30 Uhr (1. Lauf), 13:30 Uhr (2. Lauf)

Piste: „International“, Vail

Länge: 475 m, Höhenunterschied: 165 m

Tore: 55 (1. Lauf), 59 (2. Lauf)
Am Start waren 77 Läuferinnen, 40 von ihnen erreichten das Ziel.
Ausgeschieden u. a.: Monika Bergmann (GER), Elfi Eder (GRN), Sabine Egger (AUT), Ana Galindo Santolaria (ESP), Annemarie Gerg (GER), Hilde Gerg (GER), Britt Janyk (CAN), Kristina Koznick (USA), Caroline Lalive (USA), Sonja Nef (SUI), Ylva Nowén (SWE), Anja Pärson (SWE), Laure Pequegnot (FRA), Leïla Piccard (FRA), Špela Pretnar (SLO), Claudia Riegler (NZL), Carolina Ruiz Castillo (ESP), Geneviève Simard (CAN)
Siegerin Steggall lag nach dem ersten Lauf auf Rang 6

### Kombination
| Platz | Land | Sportlerin           | Zeit A        | Zeit S       | Gesamt      |
| ----- | ---- | -------------------- | ------------- | ------------ | ----------- |
| 1     | SWE  | Pernilla Wiberg      | 1:35,10 (5.)  | 1:33,42 (1.) | 3:08,52 min |
| 2     | AUT  | Renate Götschl       | 1:33,66 (1.)  | 1:35,01 (6.) | 3:08,67 min |
| 3     | FRA  | Florence Masnada     | 1:35,12 (7.)  | 1:33,85 (2.) | 3:08,97 min |
| 4     | GER  | Hilde Gerg           | 1:34,98 (4.)  | 1:34,40 (5.) | 3:09,38 min |
| 5     | NOR  | Trude Gimle          | 1:36,21 (15.) | 1:34,30 (4.) | 3:10,51 min |
| 6     | AUT  | Michaela Dorfmeister | 1:34,71 (3.)  | 1:36,65 (7.) | 3:11,36 min |
| 7     | CRO  | Janica Kostelić      | 1:37,72 (23.) | 1:34,06 (3.) | 3:11,78 min |
| 8     | SUI  | Corinne Rey-Bellet   | 1:35,96 (13.) | 1:36,67 (8.) | 3:12,63 min |

Titelverteidigerin: Renate Götschl (AUT)

Datum: 5. Februar, 10:00 (Abfahrt)
5. Februar, 13:00 Uhr / 15:00 Uhr (Slalom)
Abfahrtsstrecke: „International“, Vail

Streckenlänge: 2423 m, Höhenunterschied: 598 m

Tore: 36
Slalomstrecke: „International“, Vail

Länge: 450 m, Höhenunterschied: 150 m

Tore: 58 (1. Lauf), 46 (2. Lauf)
Am Start waren 28 Läuferinnen, 15 klassierten sich.
Ausgeschieden u. a.: Monika Bergmann (GER), Sylviane Berthod (SUI), Karin Blaser (AUT), Martina Ertl (GER), Isolde Kostner (ITA), Caroline Lalive (USA), Brigitte Obermoser (AUT), Stefanie Schuster (AUT)

## Medaillenspiegel
| Platz | Land          | Gold | Silber | Bronze | Gesamt |
| ----- | ------------- | ---- | ------ | ------ | ------ |
| 1     | Österreich    | 5    | 3      | 5      | 13     |
| 2     | Norwegen      | 3    | 4      | 2      | 9      |
| 3     | Schweden      | 1    | 1      | –      | 2      |
| 4     | Australien    | 1    | –      | –      | 1      |
|       | Finnland      | 1    | –      | –      | 1      |
| 6     | Liechtenstein | –    | 1      | –      | 1      |
| 7     | Schweiz       | –    | –      | 2      | 2      |
| 8     | Frankreich    | –    | –      | 1      | 1      |